# 맥콘키 한천배지

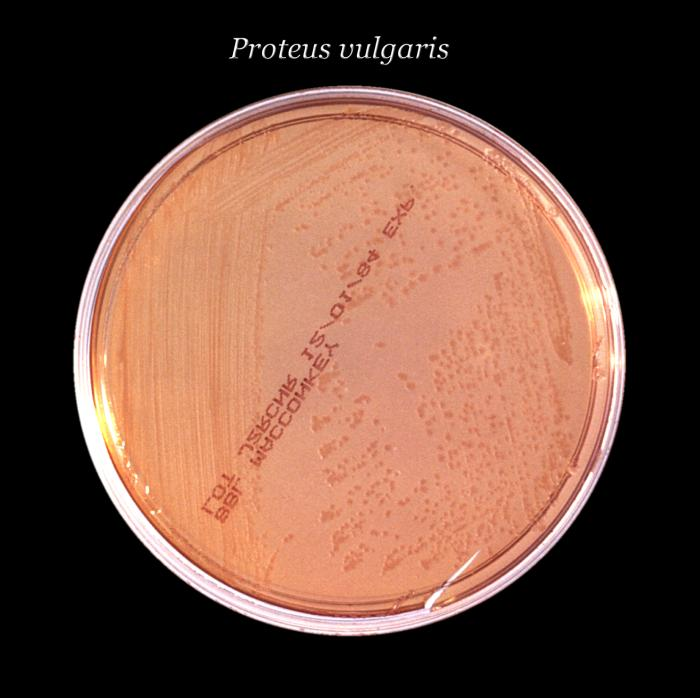
균이 배양된 맥콘키 선택배지.

유당

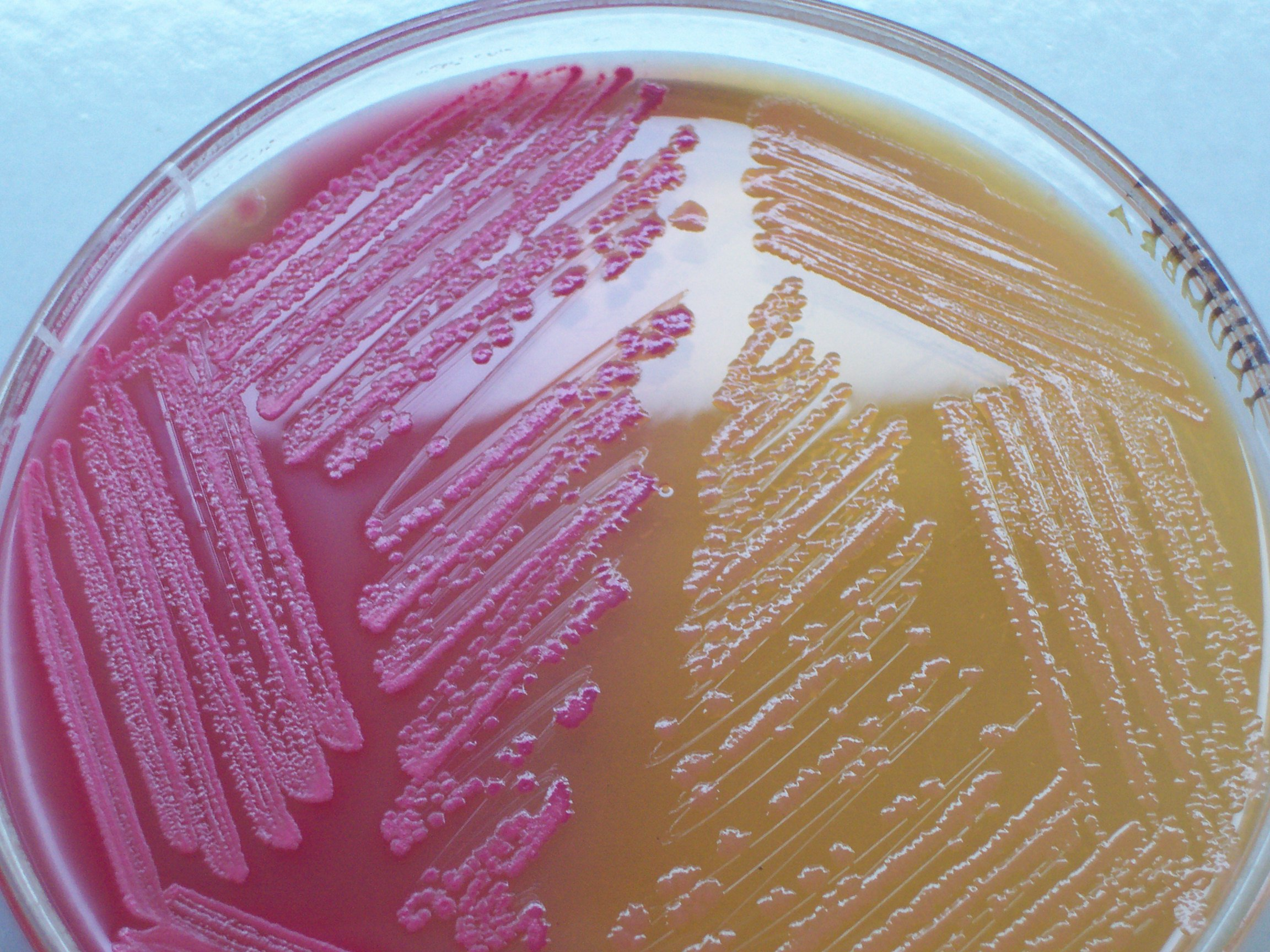
락토스 발효균과 락토스 비발효균이 배양된 맥콘키 배지

맥콘키 한천배지는 그람 음성균과 장내 간균을 선택적으로 자라게 하며 락토스 발효균을 감별하는 선택감별배지이다. 담즙산염과 크리스탈 바이올렛이 그람 양성균의 증식을 저해하여 그람 음성균을 선택적으로 배양할 수 있다. 락토스와 뉴트럴 레드 PH 지시약을 이용해 락토스를 분해할 수 있는 균 등을 감별한다.

## 내용물
대부분의 그람 양성균의 증식을 저해하는 담즙산염과 크리스탈 바이올렛 염색약, 균이 락토스를 발효할 경우 분홍색으로 변하는 PH 지시약 등으로 구성되어 있다. 
맥콘키 배지는 필요에 따라 다양하게 만들 수 있다. Proteus 속의 배양이 필요하지 않은 경우 염화 나트륨은 넣지 않는다. 그람 양성균의 증식 유무를 확인해야 하는 경우 크리스탈 바이올렛은 0.0001% 농도로(리터당 0.001g) 넣는다. 소르비톨을 포함한 맥콘키 배지는 장내 병원균중 하나인 대장균 항원형 O157:H7을 분리·배양하기 위해 쓰인다.

### 구성
자세한 구성은 다음과 같다.
- 펩톤 –17g
- 프로테오스 펩톤 –3g
- 락토스 –10g
- 담즙산염 –1.5g
- 염화 나트륨 –5g
- 뉴트럴 레드 –0.03g
- 크리스탈 바이올렛 –0.001g
- 우뭇가사리 –13.5g
- 물 –1 리터가 될때까지: pH는 7.1(오차범위 +/− 0.2)로 조정

## 역사
왕립 하수 처리 위원회에서 미생물학자로 일하던 알프레드 테오도어 맥콘키에 의해 개발되었다.

## 활용
뉴트럴 레드 PH 지시약을 통해 그람 음성균 중에서 락토스를 발효할 수 있는 균과(Lac+) 락토스를 발효할 수 없는 균을(Lac-) 구분할 수 있다.

### 락토스 발효균
대장균이나 엔테로박터균 등의 락토스 발효균은 배지에 있는 락토스를 분해하면서 젖산을 만들어내는데 이 때 배지 내의 PH가 6.8 이하로 내려가게 되면 분홍색 군집이 형성된다. 담즙산염은 그 근처에 침전되어 군집 주변이 흐릿하게 된다.

### 락토스 비발효균
살모넬라균이나 프로테오스 속, 이질균 등의 락토스 비발효균은 락토스를 분해하지 못하고 펩톤을 영양원으로 사용한다. 이러한 과정 중에 암모니아를 생성하여 배지의 PH를 높이게 되고 흰색 또는 무색의 군집을 형성하게 된다.

## 같이 보기
- 배지 (미생물학)